# Betty Aol Ochan

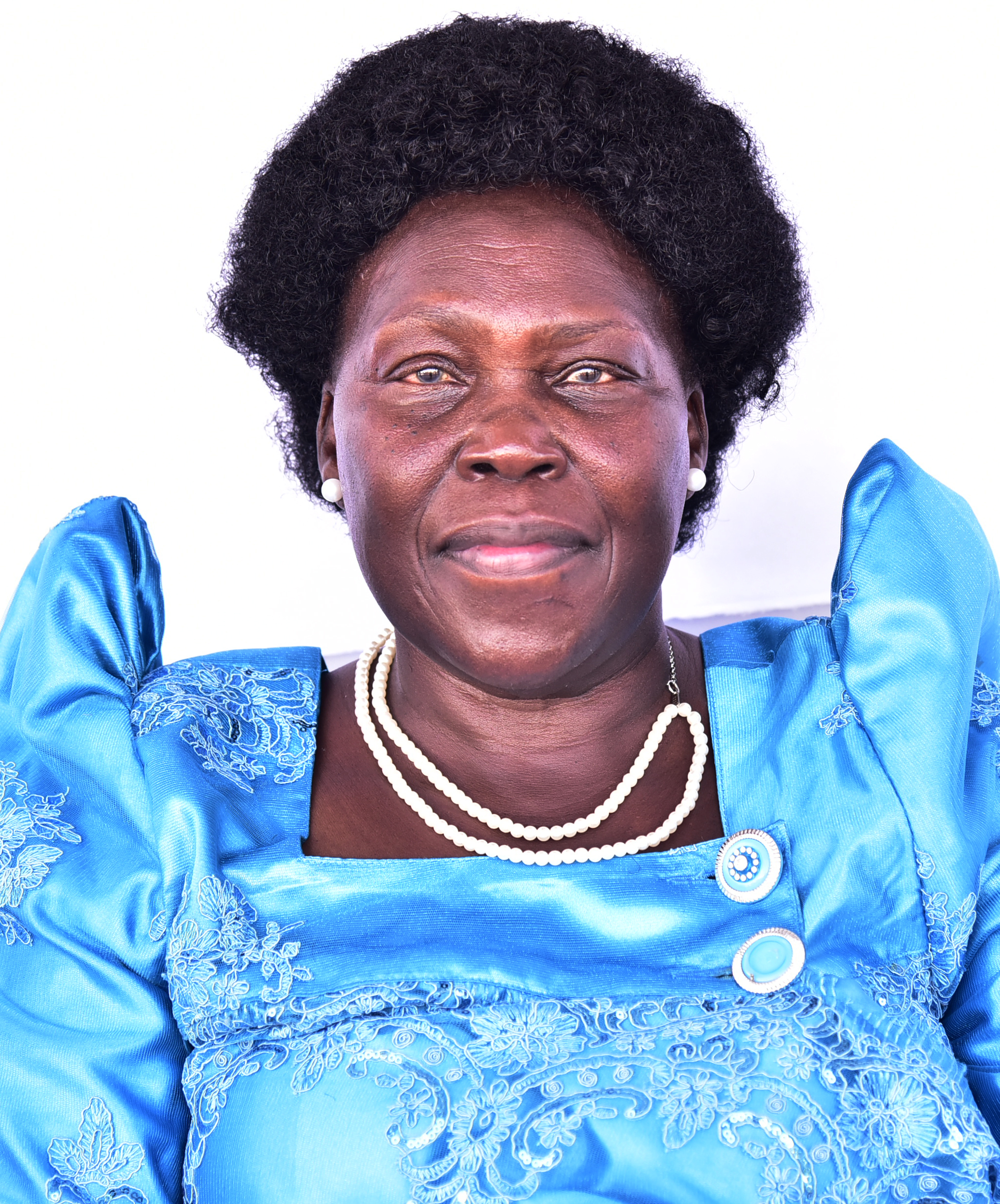
Betty Aol Ocan

Betty Aol Ochan (nhũ danh Betty Aol), còn được gọi là Betty Aol Ocan, là một nhà giáo dục và chính trị gia người Uganda. Bà đã từng là lãnh đạo của phe đối lập trong Quốc hội Uganda kể từ ngày 3 tháng 8 năm 2018. Bà được Patrick Amuriat, chủ tịch của Diễn đàn Thay đổi Dân chủ (FDC), đảng đối lập lớn nhất trong Quốc hội khóa 10 (2016202021).
Bà cũng đồng thời phục vụ như một thành viên được bầu đương nhiệm của quốc hội đại diện cho đô thị Gulu trong Quốc hội thứ 10 của Uganda.

## Bối cảnh và giáo dục
Ochan sinh ngày 28 tháng 11 năm 1958. Cô theo học tại Đại học Makerere, trường đại học công lập lớn nhất và lâu đời nhất ở Uganda, tốt nghiệp Văn bằng Giáo dục năm 1981. Năm 2006, bà được Đại học Gulu cấp bằng Cử nhân Nghiên cứu Phát triển. Bằng thạc sĩ nghiên cứu phát triển của cô được lấy từ Đại học Liệt sĩ Uganda. Bà cũng có một số chứng chỉ về phát triển nông thôn, lãnh đạo và công tác xã hội, từ các tổ chức địa phương và quốc tế.

## Nghề nghiệp
Trước khi tham gia vào chính trị, Ochan là một giáo viên trung học từ năm 1981 đến năm 1990. Một nửa thời gian đó, cho đến năm 1985, bà dạy tại Layibi College, trong khi phần còn lại của sự nghiệp giảng dạy của bà ở trường trung học Amere.
Năm 1990, bà nhận công việc với tổ chức phi lợi nhuận ACORD có trụ sở tại Kenya, có trụ sở tại Gulu, với tư cách là Công nhân Phát triển Nông thôn, phục vụ trong vị trí đó cho đến năm 1995. Sau đó, cô làm việc như một sĩ quan chương trình tại Giáo xứ Công giáo St. Muritz trong hai năm cho đến năm 1997.
Trong chín năm tiếp theo, cho đến năm 2006, Ochan là thành viên của Hội đồng quận Gulu. Năm 2006, bà được bầu vào Quốc hội Nhật Bản với tư cách thành viên của đảng chính trị FDC. Bà đã là một thành viên của quốc hội kể từ đó.